# Ризуполи
Ризуполи (греч. Ριζούπολη) — район на севере Афин, бывший пригород. Граничит с муниципалитетами Периссос, Неа-Иония и районами Ано Патисия, Пробонас.
Название района происходит от имени Иоанниса Ризуполиса, который в начале 20 века застраивал район, открывал здесь магазины, прокладывал дороги. В годы греко-турецкого обмена населением Ризуполи заселили малоазиатские беженцы.
На территории района Ризуполи базируется стадион «Георгиос Камарас» — домашний стадион футбольного клуба Аполлон Смирнис. Здесь также расположено Второе афинское кладбище.